# Rørbuk
Rørbukken (Redunca arundinum) er en sumpantilope, der er vidt udbredt i Afrika fra Gabon og Tanzania til Sydafrika. Den lever f.eks. i Sydafrika i dale med højt græs. Den jages for sportens skyld og for sit kød. Omkring 60 procent af bestanden findes i fredede og på anden måde beskyttede områder. Rørbukken har en gennemsnitlig vægt på 58 kg og en kropslængde på 134–167 cm.